# Hamilton, Novi Zeland
Hamilton je četvrti grad po veličini u Novom Zelandu. Smješten je u okrugu Okrug Waikato na Sjevernom otoku, 129 km južno od Aucklanda.
Hamilton je značajno povećao broj stanovnika u posljednjih nekoliko desetljeća, dosegnuvši 143 000 stanovnika na užem i 203 000 stanovnika na širem području, uključujući i oko 25 000 studenata. Mnogi od njih studiraju na Sveučilištima Waikato i Wintec (Waikato institut tehnologije).
Hamilton se nalazi u središnjem dijelu Sjevernog otoka, koji ima 1,5 milijuna stanovnika (40% od ukupnog stanovništva). Grad je dobro željeznički i cestovno povezan. Zračna luka je obnovljena i služi i za međunarodne letove, iako uglavnom na odredišta u Polineziji i regiji.
Hamilton ima odlične škole, uzimajući u obzir veličinu grada. Dvije ponajbolje novozelandske škole nalaze se tamo.